# Giant (entreprise)
Pour les articles homonymes, voir Giant.
Giant est une marque de vélos taïwanaise créée en 1972, produisant une large gamme de bicyclettes : des VTT (Cross Country, Descente, Freeride etc.), des bicross, des VTC, des vélos de route, ainsi que des vélos électriques.

## Description

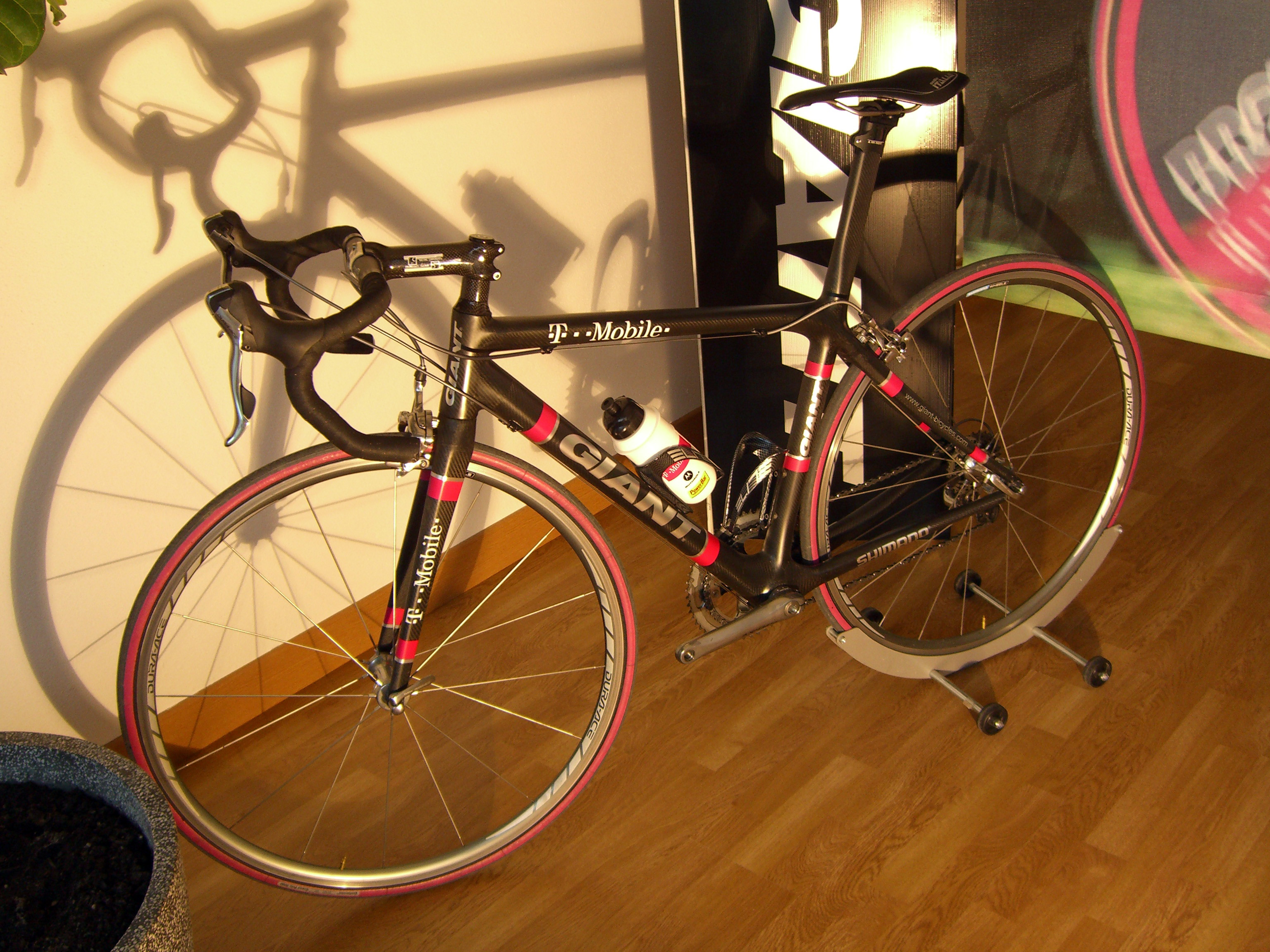
Le vélo d'Alexandre Vinokourov durant le Tour de France 2005

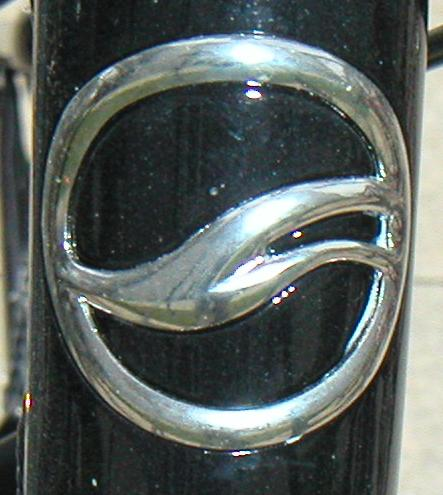
Ancien logo de la marque sur le cadre d'un vélo

L'entreprise a dans un premier temps fabriqué des vélos pour d'autres marques puis a lancé sa propre marque en 1986, qui est aujourd'hui reconnue dans le monde pour sa qualité. Les vélos Giant sont disponibles dans une cinquantaine de pays, grâce à un réseau de plus de 10 000 revendeurs spécialisés[réf. nécessaire].
Ses capacités de productions sont localisées aux Pays-Bas, à Taïwan et en Chine[réf. souhaitée].

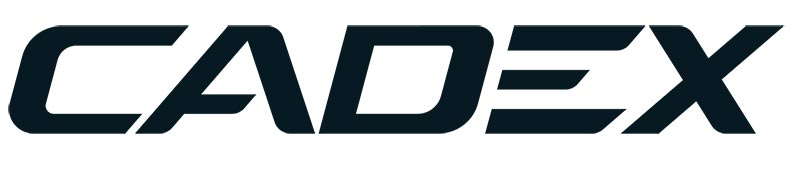

## Dirigeants
King Liu (Chin-Piao Liu), né en 1934, est le président fondateur de Giant. Lui-même cycliste, il a réalisé plusieurs voyages promotionnels à vélo, Taïwan-Pékin, Pékin-Shanghai, tour de Taïwan, alors qu'il était âgé de plus de soixante-dix ans[réf. souhaitée].

## Données financières
En 2010, Giant a réalisé un chiffre d'affaires de 44 224 millions de dollars taïwanais pour un résultat net de 2 580 millions de dollars taïwanais.

## Sponsoring
Giant sponsorise plusieurs équipes cyclistes, parmi lesquelles il y a l'équipe T-Mobile qui a participé à plusieurs Tours de France et l'Équipe cycliste Blanco (anciennement Rabobank). Dans les années 201., Giant sponsorise l'équipe pro tour Giant-Shimano, comptant notamment le sprinteur allemand Marcel Kittel.

## Identité visuelle

Évolution du logo
Ancien logo.
Logo actuel.